# Mein Freund Dahmer
Mein Freund Dahmer (Originaltitel My Friend Dahmer) ist eine Graphic Novel des amerikanischen Comiczeichners John „Derf“ Backderf über die Jugendjahre des Serienmörders Jeffrey Dahmer, mit dem der Autor zur Schule ging.

## Handlung
Die Graphic Novel beschreibt Dahmers Jugend- und Highschool-Zeit aus der Sicht seines Schulfreundes Derf Backderf. Der Autor greift dabei unter anderem Dahmers Einsamkeit und Alkoholsucht, die angespannte familiäre Situation sowie seine Faszination für tote Tiere und seine Gewaltfantasien auf. Sie endet mit Dahmers erstem Mord kurz nach seinem Schulabschluss im Sommer 1978.

## Hintergrund und Entstehungsgeschichte
Der Autor John Backderf und der Serienmörder Jeffrey Dahmer besuchten zusammen zunächst die Eastview Junior Highschool und von 1974 bis 1978 die Revere Senior Highschool in Richfield im US-Bundesstaat Ohio. Dahmer galt unter seinen Klassenkameraden als Einzelgänger und Sonderling, dem es jedoch durch bizarre Späße und Streiche gelang, die Aufmerksamkeit seiner Mitschüler auf sich zu ziehen. Backderf und seine Clique gründeten daraufhin einen „Dahmer-Fanclub“, dessen Hauptzweck darin bestand, Dahmer zu weiterem Blödsinn anzustiften. Im Laufe der Schulzeit entwickelte sich Dahmer zum Alkoholiker, weshalb sich die meisten seiner Mitschüler wieder von ihm abwandten. Nach ihrem Schulabschluss verlor Backderf Dahmer aus den Augen, bis dieser im Juli 1991 verhaftet wurde und mit seinem Geständnis, 17 junge Männer und Jugendliche ermordet zu haben, weltweit für Schlagzeilen sorgte.
Wenige Wochen nach Bekanntwerden von Dahmers Mordserie begann Backderf mit der Sammlung von Material über seinen ehemaligen Schulfreund, ohne eine genaue Vorstellung davon zu haben, was er damit anfangen würde. Nach Dahmers Tod im November 1994 begann Backderf mit dem Schreiben und Zeichnen einiger Kurzgeschichten über ihn, um sich „in gewisser Weise selbst zu therapieren.“ Diejenigen, denen er die Geschichten zeigte, ermutigten ihn zur Veröffentlichung. Die erste Kurzgeschichte erschien 1997 in der Comicanthologie Zero Zero des Comicverlags Fantagraphics Books. Danach versuchte Backderf drei Jahre lang vergeblich, eine hundertseitige Zusammenfassung seiner Kurzgeschichten an einen Verlag zu verkaufen. Im Jahr 2002 veröffentlichte er deshalb im Selbstverlag eine auf 24 Seiten gekürzte Version von My Friend Dahmer, die ihm eine Nominierung für den Eisner Award einbrachte.
Backderf selbst war mit der Urfassung jedoch nicht zufrieden. Er fand die eigenen Zeichnungen „lausig, die Erzählung holprig und die zeitliche Abfolge unstimmig.“ Zudem vermisste er bei seiner Geschichte Tiefgang, weshalb er sein Werk komplett überarbeitete. Hierzu studierte er die FBI- und Polizeiakten über Dahmers Verbrechen, interviewte seine ehemaligen Mitschüler sowie Lehrer und schrieb und zeichnete einen Monat lang an der Neufassung. Die 224 Seiten umfassende Endversion wurde 2012 von Abrams Comic Arts in den USA veröffentlicht. Stefan Pannor lieferte die deutsche Übersetzung, die 2013 unter dem Titel Mein Freund Dahmer im Metrolit Verlag erschien. Die deutsche Ausgabe wurde um ein Nachwort von Lutz Göllner ergänzt und ist daher sechs Seiten länger als das Original.

## Ausgaben
- Derf Backderf: My Friend Dahmer: A Graphic Novel. Abrams ComicArts, New York 2012, ISBN 978-1-4197-0216-7.
- Derf Backderf: Mein Freund Dahmer: Eine Graphic Novel über den Serienmörder Jeffrey Dahmer. 1. Auflage. Metrolit Verlag, Berlin 2013, ISBN 978-3-8493-0048-7.
- Derf Backderf: Mein Freund Dahmer: Eine Graphic Novel über den Serienmörder Jeffrey Dahmer. Splitter, Bielefeld 2024, ISBN 978-3-98721-151-5

## Rezensionen
Das Werk wurde von Kritikern nahezu ausschließlich positiv aufgenommen. So schrieb beispielsweise der Der Tagesspiegel: „[…] Dass Backderf nach Dahmers erstem Mord an einem jungen Anhalter seine Erzählung mit den Text-Anmerkungen und zwei später spielenden Epilogen beendet, ist sein größter Erzählkniff in diesem Buch, in dem er durchaus Sympathie und Mitleid für den späteren Serienkiller weckt. […] Aufgrund seiner persönlichen Perspektive sowie seiner Verbindung mit dem Thema hat Backderf eine eindrucksvolle Bestandsaufnahme und Studie vorgelegt, die aus seiner eigenen Biografie genauso schöpft wie aus dem umfassenden Material über den Fall von Jeffrey Dahmer.“
Im Deutschlandfunk hieß es: „Auch wenn Backderf natürlich mit dem Vorwissen des Lesers spielt, setzt er nicht auf plumpe Schauereffekte. […] Die Bilder, die Backderf für seine düstere Geschichte findet, sind meist überraschend hell und leicht, nicht zuletzt dank seines humorvollen, expressionistisch anmutenden Zeichenstils – einzig auf Dahmers Gesicht liegt meist ein Schatten. Backderf zeigt, wie es war, ohne jede Wertung. […] Nach der Lektüre von Mein Freund Dahmer teilt man die Fassungslosigkeit und den Kummer des Autors angesichts der vielen sinnlos zerstörten Leben.“
Die Welt schrieb: „Backderf zeichnet in schwarz-weiß seine eigenen Erinnerungen und mischt sie mit Episoden des frühen Dahmer. Mit der herkömmlichen Serienmörder-Literatur, die oft deutlich zu geifernd daherkommt, hat das Buch nichts zu tun. […] Backderf steigt also neu ein und gönnt klugerweise dem Täter nicht den bescheidenen Triumph, die Taten darzustellen, dem Schrecken mittels spekulativen Bildern irgendeine Tiefe oder Bedeutung zu verleihen. Die Leerstellen nutzen der Erzählung ungemein. Es ist eine entsetzlich traurige Geschichte. Backderf schwankt zwischen Mitgefühl und Abscheu, er breitet die muffige Welt des Teenagers aus, ohne dass er Erklärungen für die Taten des späteren „Milwaukee Monster“ liefern will. […] Mein Freund Dahmer kommt ohne Gewalt aus und doch sind die späteren Taten präsent, auch für jene, die nichts von Dahmer wissen.“

## Auszeichnungen
- 2002: Nominierung der im Selbstverlag veröffentlichten, 24-seitigen Urfassung für den Eisner Award[4]
- 2012: Nominierung für den Ignatz Award[8]
- 2014: Auszeichnung mit dem Prix Révélation beim Festival International de la Bande Dessinée d’Angoulême[9]

## Adaptionen
Die Urfassung von My Friend Dahmer wurde von der Theaterfakultät der New York University als Einakter aufgeführt. Eine Neufassung wurde unter dem Titel My Friend Dahmer von Regisseur Marc Meyers für die Kinoleinwand adaptiert und 2017 auf dem Tribeca Film Festival uraufgeführt. Dahmer wird in dem Film von Ross Lynch verkörpert, Backderf wird von Alex Wolff gespielt.